# Hans Heiniger
Hans Heiniger (* 1940/1941) ist ein Schweizer Fussballtrainer.

## Karriere

### Vereine
In seiner aktiven Karriere spielte Heiniger unter anderem für den FC Biel, den FC Thun und die Young Boys Bern.

### Trainer
Als Trainer arbeitete Heiniger hauptsächlich in Afrika, trainierte so die Gambische sowie die Madagassische Fussballnationalmannschaft. Er trainierte auch den Djoliba AC und schaffte dort den zweiten Platz in der ersten Malischen Liga, bevor er entlassen wurde.